# Grupos Antiterroristas de Liberación
GAL, Grupos Antiterroristas de Liberación, de spanska socialdemokraternas illegala antiterroriststyrka som kidnappade, torterade och dödade flera misstänkta ETA-medlemmar i Baskienkonflikten, varav en del senare visade sig vara oskyldiga.